# Kiefer Racing
Kiefer Racing — спортивна мотогоночна команда, яка бере участь у чемпіонаті світу з шосейно-кільцевих мотоперегонів MotoGP. Заснована у 1996 році колишнім мотогонщиком Штефаном Кіфером та його братом Йохеном. У сезоні 2011 гонщик команди Штефан Брадль виграв чемпіонат світу в класі Moto2.

## Історія
Команда Kiefer Racing була створена у 1996 році братами Штефаном та Йохеном Кіферами. Обоє були не новачками у мотоспорті: перший з них деякий час виступав у чемпіонаті світу з шосейно-кільцевих мотоперегонів MotoGP, інший був весь цей час його механіком. Отриманий досвід вони вклали у команду.
Вже у 2002 році команда виграє чемпіонат Німеччини та посідає друге місце на чемпіонаті Європи в класі 250cc.
В наступному році «Kiefer Racing» дебютує у чемпіонаті світу, виступивши у класі 250cc з єдиним гонщиком Крістіаном Геммелем. Наступні 4 сезони гонщики команди лише зрідка потрапляють в залікову зону. Покращити результати не допомогла навіть зміна постачальника мотоциклів з Honda на Aprilia перед початком сезону 2006.
Це спонукало Кіферів на сезон 2008 перейти з командою до нижчого класу змагань — 125cc, що одразу принесло свої плоди. Гонщик команди Штефан Брадль здобув 2 перемоги на етапах, зайнявши 4-е місце в загальному заліку.
В сезоні 2009 «Kiefer Racing» повернулась до виступів у класі 250cc, одночасно змагаючись і у 125cc. Виступи в двох категоріях давались команді важко — найкращим став Брадль, фінішувавши лише 10-им в 125cc.

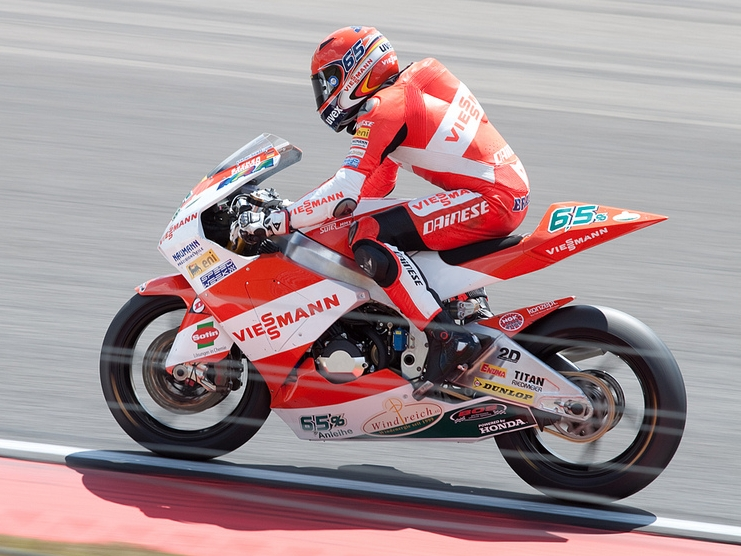
Штефан Брадль на Гран-Прі Нідерландів, 2010 рік

З сезону 2010 клас 250cc був замінений новим — Moto2, і Кіфери вирішують сконцентруватись на виступах виключно в цьому класі. На передостанньому Гран-Прі сезону в Португалії Брадль виграє гонку, вперше для себе і команди.
В сезоні 2011 команда змінює постачальника мотоциклів з Suter на Kalex і це одразу приносить плоди: Штефан Брадль з перших гонок виходить в лідери загального заліку. Протягом сезону тривала напружена боротьба німця з Марком Маркесом, але все ж, через травму останнього наприкінці сезону, Штефан виграє чемпіонат, вперше для себе та команди.
Наступний сезон був менш успішним, що спонукало «Kiefer Racing» на сезон 2013 перейти до нижчого класу Moto3. Там результати гонщиків команди продовжували розчаровувати — в сезонах 2013-2014 вони не зуміли набрати жодного залікового очка, що змусило братів Кіферів змінити постачальника мотоциклів на компанію Honda, модель NSF250RW якої зробила в останньому сезоні Алекса Маркеса чемпіоном світу.
До того ж, до «Kiefer Racing» приєднався титульний спонсор у вигляді виробника енергетичних напоїв «Leopard Natural Power Drink». Володіючи конкурентноспроможним мотоциклом та серйозним бюджетом, Штефан Кіфер запросив у свою команду досвідчених гонщиків: Ефрена Васкеса та Данні Кента, які вже відчули смак перемог у гонках, та Хірокі Оно. З початку сезону гонщики почали демонструвати високі результати: в дебютній гонці в Катарі Данні Кент фінішував третім, а в наступній, в Америці, здобув перемогу, а Васкес фінішував третім. Перемога британця стала для команди першою з моменту перемоги Штефана Брадля в класі Moto2 на Гран-Прі Великої Британії—2011. Кент продовжував перемагати, здобувши загалом 6 перемог (ще у Америці, Аргентині, Іспанії, Каталонії, Німеччині та Великій Британії) та 9 подіумів, та став чемпіоном світу. Васкес здобув 5 подіумів та став восьмим у загальному заліку. Успішні виступи та підтримка головного спонсора надихнула Кіферів на участь з нового сезону одночасно у двох класах чемпіонату: Moto3 та Moto2.

### Статистика сезонів
| Сезон | Клас  | Назва команди                                             | Мотоцикл           | №  | Гонщик             | Гонки | Пер | Под | ПП | НК | ОГ    | МГ |
| ----- | ----- | --------------------------------------------------------- | ------------------ | -- | ------------------ | ----- | --- | --- | -- | -- | ----- | -- |
| 2003  | 250cc | Kiefer Castrol-Honda Racing                               | Honda              | 15 | Крістіан Геммель   | 16    | 0   | 0   | 0  | 0  | 24    | 22 |
| 2004  | 250cc | Castrol-Honda Kiefer Racing                               | Honda RS250R       | 15 | Крістіан Геммель   | 4     | 0   | 0   | 0  | 0  | 0     | —  |
| 2004  | 250cc | Castrol-Honda Kiefer Racing                               | Honda RS250R       | 17 | Клаус Ньохлес      | 8     | 0   | 0   | 0  | 0  | 0     | —  |
| 2004  | 250cc | Castrol-Honda Kiefer Racing                               | Honda RS250R       | 63 | Ярно Ронцоні       | 1(4)  | 0   | 0   | 0  | 0  | 0     | —  |
| 2004  | 250cc | Castrol-Honda Kiefer Racing                               | Honda RS250R       | 64 | Фредерік Ватц      | 1     | 0   | 0   | 0  | 0  | 0     | —  |
| 2004  | 250cc | Castrol-Honda Kiefer Racing                               | Honda RS250R       | 82 | Джошуа Вотерс      | 1     | 0   | 0   | 0  | 0  | 0     | —  |
| 2005  | 125cc | Kiefer-Bos-Castrol Honda                                  | Honda RS125R       | 11 | Сандро Кортезі     | 16    | 0   | 0   | 0  | 0  | 8     | 26 |
| 2005  | 250cc | Kiefer-Bos-Castrol Honda                                  | Honda              | 28 | Дірк Хейдольф      | 15    | 0   | 0   | 0  | 0  | 13    | 22 |
| 2005  | 250cc | Kiefer-Bos-Castrol Honda                                  | Honda              | 63 | Ерван Ніго         | 1(7)  | 0   | 0   | 0  | 0  | 3(3)  | 27 |
| 2006  | 250cc | Kiefer-Bos-Racing                                         | Aprilia RSW 250 LE | 14 | Ентоні Вест        | 16    | 0   | 0   | 0  | 0  | 78    | 11 |
| 2006  | 250cc | Kiefer-Bos-Racing                                         | Aprilia RSW 250 LE | 17 | Франц Асхенбреннер | 4(5)  | 0   | 0   | 0  | 0  | 0(0)  | —  |
| 2006  | 250cc | Kiefer-Bos-Racing                                         | Aprilia RSW 250 LE | 28 | Дірк Хейдольф      | 12    | 0   | 0   | 0  | 0  | 15    | 21 |
| 2007  | 250cc | Kiefer-Bos-Sotin Racing                                   | Aprilia            | 25 | Алекс Балдоліні    | 17    | 0   | 0   | 0  | 0  | 18    | 22 |
| 2007  | 250cc | Kiefer-Bos-Sotin Racing                                   | Aprilia            | 28 | Дірк Хейдольф      | 17    | 0   | 0   | 0  | 0  | 24    | 20 |
| 2008  | 125cc | Grizzly Gas Kiefer Racing                                 | Aprilia            | 17 | Штефан Брадль      | 17    | 2   | 6   | 0  | 2  | 187   | 4  |
| 2008  | 125cc | Grizzly Gas Kiefer Racing                                 | Aprilia            | 21 | Робін Льоссер      | 15    | 0   | 0   | 0  | 0  | 2     | 31 |
| 2008  | 125cc | Grizzly Gas Kiefer Racing                                 | Aprilia            | 42 | Лука Віталі        | 1(2)  | 0   | 0   | 0  | 0  | 0     | —  |
| 2008  | 125cc | Grizzly Gas Kiefer Racing                                 | Aprilia            | 42 | Роберт Муречан     | 16    | 0   | 0   | 0  | 0  | 0     | —  |
| 2009  | 125cc | Viessman Kiefer Racing                                    | Aprilia RSA 125    | 17 | Штефан Брадль      | 16    | 0   | 0   | 0  | 0  | 85    | 10 |
| 2009  | 250cc | Viessmann Kiefer Racing                                   | Aprilia RSW 250 LE | 56 | Владімір Лєонов    | 15    | 0   | 0   | 0  | 0  | 9     | 24 |
| 2009  | 250cc | Viessmann Kiefer Racing                                   | Aprilia RSW 250 LE | 95 | Ральф Вальдман     | 1     | 0   | 0   | 0  | 0  | 0     | —  |
| 2010  | Moto2 | Viessmann Kiefer Racing Vector Kiefer Racing              | Suter MMX          | 4  | Рікард Кардус      | 1(9)  | 0   | 0   | 0  | 0  | 0     | —  |
| 2010  | Moto2 | Viessmann Kiefer Racing Vector Kiefer Racing              | Suter MMX          | 21 | Владімір Лєонов    | 7     | 0   | 0   | 0  | 0  | 0     | —  |
| 2010  | Moto2 | Viessmann Kiefer Racing Vector Kiefer Racing              | Suter MMX          | 56 | Міхаель Ранседер   | 6     | 0   | 0   | 0  | 0  | 4     | 35 |
| 2010  | Moto2 | Viessmann Kiefer Racing Vector Kiefer Racing              | Suter MMX          | 65 | Штефан Брадль      | 16    | 1   | 1   | 0  | 0  | 97    | 9  |
| 2010  | Moto2 | Viessmann Kiefer Racing Vector Kiefer Racing              | Suter MMX          | 75 | Маттіа Пасіні      | 1(8)  | 0   | 0   | 0  | 0  | 0(12) | 28 |
| 2010  | Moto2 | Viessmann Kiefer Racing Vector Kiefer Racing              | Suter MMX          | 42 | Патрік Воштарек    | 1     | 0   | 0   | 0  | 0  | 0     | —  |
| 2011  | Moto2 | GP Team Switzerland Kiefer Racing Viessmann Kiefer Racing | Kalex Moto2        | 4  | Ренді Крумменахер  | 17    | 0   | 0   | 0  | 0  | 52    | 18 |
| 2011  | Moto2 | GP Team Switzerland Kiefer Racing Viessmann Kiefer Racing | Kalex Moto2        | 65 | Штефан Брадль      | 17    | 4   | 11  | 7  | 3  | 274   | 1  |
| 2012  | Moto2 | Kiefer Racing                                             | IAMT Moto2         | 11 | Кевін Вар          | 1     | 0   | 0   | 0  | 0  | 0     | —  |
| 2012  | Moto2 | Kiefer Racing                                             | Kalex Moto2        | 63 | Майк Ді Меліо      | 6(16) | 0   | 0   | 0  | 0  | 7(14) | 23 |
| 2012  | Moto2 | Kiefer Racing                                             | Kalex Moto2        | 76 | Макс Неукірхнер    | 10    | 0   | 0   | 0  | 0  | 9     | 26 |
| 2013  | Moto3 | Kiefer Racing                                             | Kalex KTM          | 9  | Тоні Фінстенбуш    | 17    | 0   | 0   | 0  | 0  | 0     | —  |
| 2013  | Moto3 | Kiefer Racing                                             | Kalex KTM          | 43 | Лука Грюнвальд     | 17    | 0   | 0   | 0  | 0  | 0     | —  |
| 2013  | Moto3 | Kiefer Racing                                             | Kalex KTM          | 66 | Флоріан Альт       | 12    | 0   | 0   | 0  | 0  | 0     | —  |
| 2014  | Moto3 | Kiefer Racing                                             | Kalex KTM Moto3    | 2  | Ремі Гарднер       | 1     | 0   | 0   | 0  | 0  | 0     | —  |
| 2014  | Moto3 | Kiefer Racing                                             | Kalex KTM Moto3    | 4  | Габріель Рамос     | 18    | 0   | 0   | 0  | 0  | 0     | —  |
| 2014  | Moto3 | Kiefer Racing                                             | Kalex KTM Moto3    | 43 | Лука Грюнвальд     | 16    | 0   | 0   | 0  | 0  | 0     | —  |
| 2015  | Moto3 | Leopard Racing                                            | Honda NSF250RW     | 7  | Ефрен Васкес       | 18    | 0   | 5   | 0  | 1  | 155   | 8  |
| 2015  | Moto3 | Leopard Racing                                            | Honda NSF250RW     | 52 | Данні Кент         | 18    | 6   | 9   | 5  | 3  | 260   | 1  |
| 2015  | Moto3 | Leopard Racing                                            | Honda NSF250RW     | 76 | Хірокі Оно         | 17    | 0   | 0   | 0  | 0  | 29    | 21 |

Примітки: Результати у дужках відображають виступи гонщиків протягом сезону в цілому з врахуванням їхніх виступів у складі інших команд.